# Cephalomutilla
Cephalomutilla (лат.) — род ос-немок (бархатных муравьёв) из подсемейства Sphaeropthalminae (триба Dasymutillini). Эндемик Южной Америки.

## Распространение
Неотропика; широко распространен в Южной Америке.

## Описание
Голова широкая и четырехугольная, ширина вершины больше ширины мезосомы. Тело буровато-чёрное, но тергит брюшка T2 с крупными желтыми или красными пятнами, парными, с выраженными краями.

## Классификация
Род был впервые выделен в 1908 году. Типовой вид Ephuta (Traumatomutilla) graviceps André, 1903 был обозначен позднее (решением Международной комиссии по зоологической номенклатуре в 1959 году). Неверно цитировался как Cenhalomutilla Quintero & Cambra, 1996c (Sphecos 30: 13). В 2017 году была разработана новая классификация ос-немок, где Sphaeropthalminae включает две трибы Sphaeropthalmini и Dasymutillini, а род Leucospilomutilla включён в последнюю из них.
- Cephalomutilla cabezona Williams, 2022
- Cephalomutilla haematodes (Gerstaecker, 1874)
  - =Cephalomutilla albicalcaris Mickel, 1960[8]
  - =Cephalomutilla argyrosticta (Burmeister, 1875)
  - =Cephalomutilla flavigastra Mickel, 1960
  - =Mutilla vulnerifera André, 1908
- Cephalomutilla proxima (Smith, 1879)
  - =Cephalomutilla confluenta Mickel, 1960[8]
  - =Cephalomutilla distincia Mickel, 1960
  - =Cephalomutilla fasciata Mickel, 1960
  - =Cephalomutilla transversa Mickel, 1960
  - =Cephalomutilla vivata (Cresson, 1902)
- Cephalomutilla zelichi Casal, 1963